# Dansar med vargar
Dansar med vargar (engelska: Dances with Wolves) är en amerikansk västernäventyrsfilm från 1990 regisserad och producerad av Kevin Costner som även spelar huvudrollen. Filmen baseras på dess manusförfattare Michael Blakes roman med samma namn från 1988 och den hade biopremiär i USA den 9 november 1990.

## Handling
Efter ett stort fältslag under det amerikanska inbördeskriget år 1863, förflyttas den hjältemodiga löjtnant John Dunbar på egen begäran till en avlägsen utpost i Dakota, vilken gränsar till indianernas land. Utposten visar sig dock vara övergiven, så han beslutar sig för att stanna och invänta sina trupper. Men han upptäcker snart att han inte är ensam. Efter ett första våldsamt möte med den lokala siouxstammen, börjar han allt mer accepteras av indianerna, som ger honom namnet "Dansar med vargar" (lakota: Šuŋgmánitu tȟáŋka ób wačhí). Men den växande vänskapen innebär samtidigt att Dunbar inom en snar framtid kommer att tvingas välja sida.

## Om filmen
- Filmen hade svensk premiär 15 februari 1991 på biograferna Rigoletto i Stockholm, Draken i Göteborg och Palladium i Malmö.
- Filmen belönades med sju Oscar, bland annat för bästa film och för bästa regi.
- Det finns en Extended Edition (förlängd utgåva) som är 224 minuter lång. Den är 43 minuter längre än originalet. Director's Cut (regissörens version) är 236 minuter lång vilket gör att den är 55 minuter längre än originalet.
- James Cameron fick sin inspiration att göra Avatar när han såg Dansar med vargar.

## Rollista (i urval)
- Kevin Costner – Löjtnant John Dunbar
- Mary McDonnell – Stands With A Fist
- Graham Greene – Kicking Bird
- Rodney A. Grant – Wind In His Hair
- Floyd 'Red Crow' Westerman – Ten Bears
- Tantoo Cardinal – Black Shawl
- Robert Pastorelli – Timmons